# Julia Smit

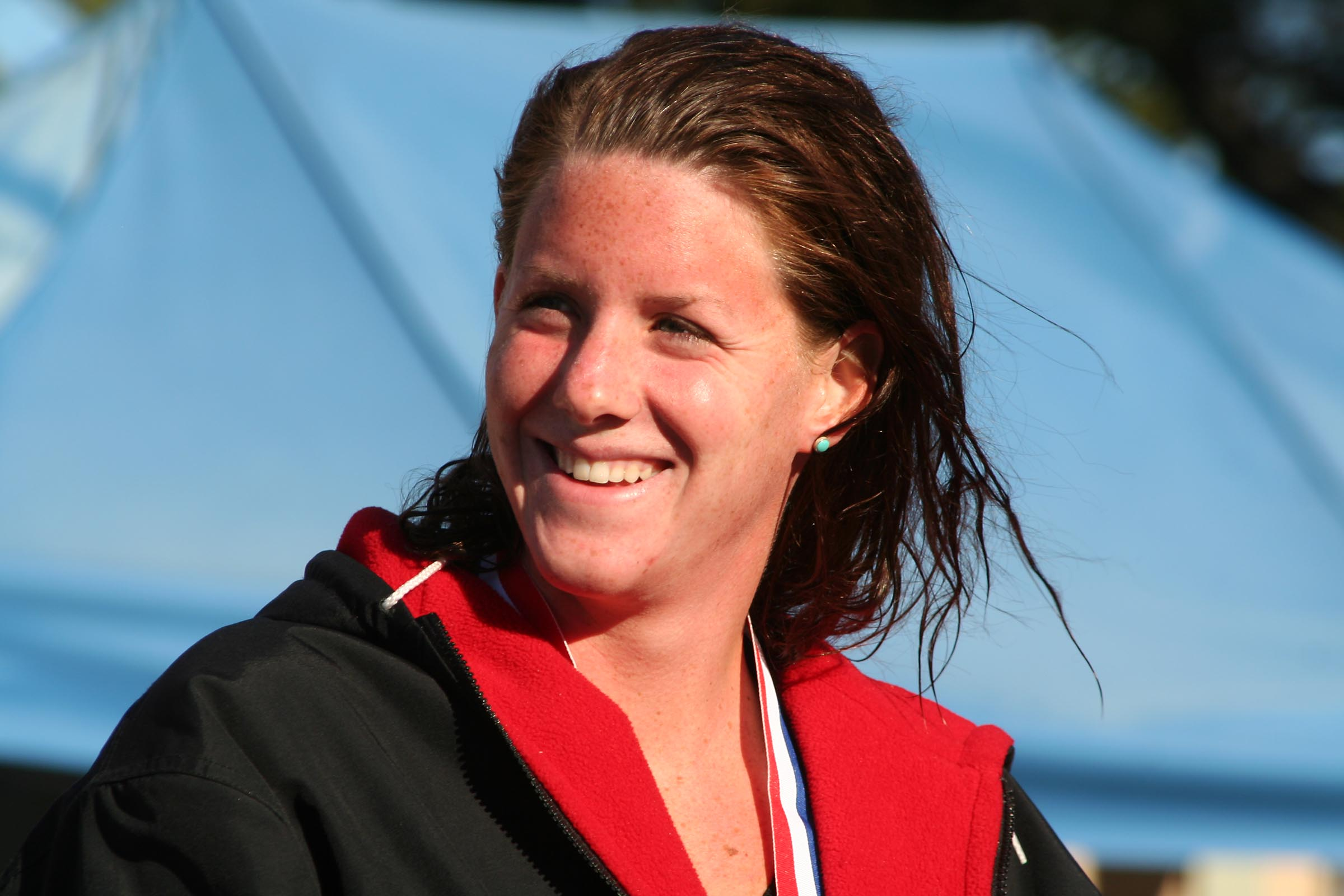
Julia Smit 2007 in Santa Clara

Julia Elizabeth Smit (* 14. Dezember 1987 in Santa Rosa, Kalifornien) ist eine ehemalige Schwimmerin aus den Vereinigten Staaten. Sie gewann bei Olympischen Spielen je eine Silber- und Bronzemedaille. Bei Panamerikanischen Spielen erschwamm sie sechs Goldmedaillen und eine Silbermedaille.

## Sportliche Karriere
Julia Smit studierte an der Stanford University und schwamm für deren Sportteam. Sie gewann sechs Meistertitel der National Collegiate Athletic Association.
Bei den Panamerikanischen Spielen 2007 in Rio de Janeiro siegte Smit mit der 4-mal-100-Meter-Freistilstaffel und mit der 4-mal-100-Meter-Lagenstaffel. Bei ihren Einzelstarts siegte sie über 100 Meter Rücken mit 0,17 Sekunden Vorsprung vor der Brasilianerin Fabiola Molina. Auf der 200-Meter-Lagen-Distanz gewann Smit mit 0,81 Sekunden Vorsprung vor ihrer Landsfrau Emily Kukors. Am letzten Wettkampftag wurde Smit über 200 Meter Rücken Zweite hinter ihrer Landsfrau Teresa Crippen.
Ein Jahr später bei den Olympischen Spielen in Peking erreichte die 4-mal-100-Meter-Freistilstaffel mit Kara Lynn Joyce, Julia Smit, Emily Silver und Lacey Nymeyer den Endlauf mit der drittbesten Vorlaufzeit. Im Finale schwammen Natalie Coughlin, Lacey Nymeyer, Kara Lynn Joyce und Dara Torres über drei Sekunden schneller als die Vorlaufstaffel und schlugen als Zweite nach den Niederländerinnen an. Wie seit 1984 üblich erhielten alle beteiligten Schwimmerinnen aus den Vereinigten Staaten eine Silbermedaille. Die amerikanische 4-mal-200-Meter-Freistilstaffel trat im Vorlauf in der Besetzung Caroline Burckle, Christine Marshall, Kim Vandenberg und Julia Smit an und gelangte mit der zweitbesten Zeit ins Finale. Im Endlauf waren Allison Schmitt, Natalie Coughlin, Caroline Burckle und Katie Hoff über sechs Sekunden schneller als ihre Mannschaftskameradinnen im Vorlauf. Hinter den Australierinnen und den Chinesinnen schlug die US-Staffel als Dritte an. Im November 2008 schwamm Julia Smit beim Canada Cup einen Kurzbahnweltrekord über 400 Meter Lagen.
2009 bei den Weltmeisterschaften in Rom trat Smit im Vorlauf in der 4-mal-100-Meter-Freistilstaffel an, die im Finale ohne Smit den vierten Rang belegte. Über 200 Meter Lagen schied Smit im Halbfinale mit der neuntbesten Zeit aus. Im Finale über 400 Meter Lagen schlug Smit als Sechste an. Ende 2009 stellte Smit in Manchester neue Kurzbahnweltrekorde über 200 Meter Lagen und über 400 Meter Lagen auf. Beide Rekorde wurden erste 2013 von der Ungarin Katinka Hosszú unterboten.
Bei den Panamerikanischen Spielen 2011 in Guadalajara gewann Julia Smit über 400 Meter Lagen mit 0,18 Sekunden vor der Brasilianerin Joanna Maranhão. Über 200 Meter Lagen siegte Smit mit über einer Sekunde Vorsprung auf die Jamaikanerin Alia Atkinson.
2021 wurde Julia Smit in die Stanford Athletics Hall of Fame aufgenommen.